# تاريخ هلسنكي

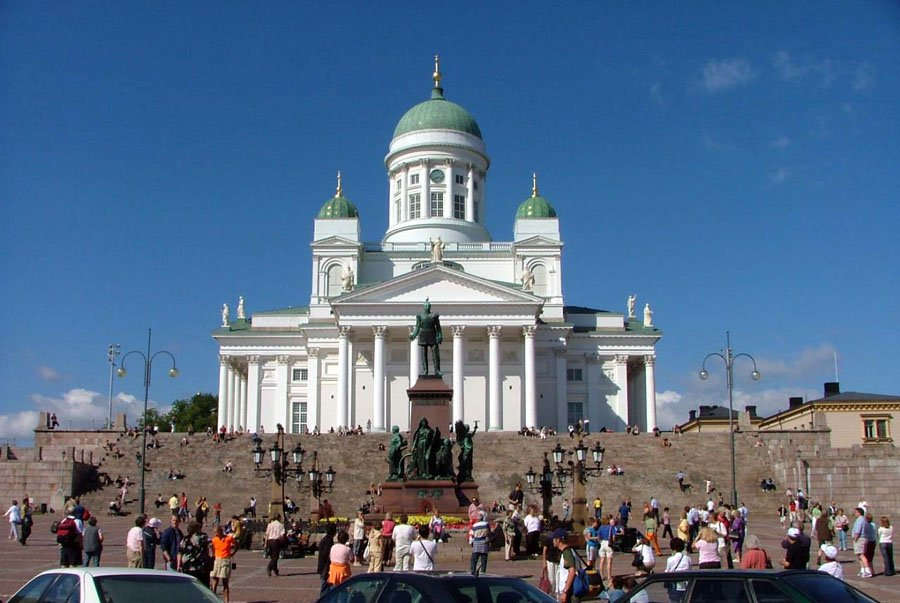

تأسست هلسنكي على يد غوستاف الأول ملك السويد سنة 1550 كبلدة اسمها هلسنفورس. أراد غوستاف للبلدة أن تخدم غاية تعزيز التجارة في الجزء الجنوبي من فنلندا ومنافسة ريفال (تالين حالياً)، المدينة القريبة والتابعة للرابطة الهانزية التي تهيمن على التجارة المحلية في ذلك الزمن. من أجل ضمان الجدوى الاقتصادية للمدينة، أمر الملك المواطنين من عدة بلدات أخرى بالانتقال إلى هلسنكي، ولكن لا يبدو أن الأمر حقق التأثير المقصود. تسببت استيلاء السويد على شمال شرق استونيا بما في ذلك ريفال إثر الحرب الليفونية فقدان التاج السويدي الاهتمام ببناء منافس لريفال، فظلت هلسنفورس قرية منسية لعقود بعد ذلك.
سنة 1640 ، تم نقل هلسنكي من موقعها الأصلي في مصب نهر فانتا، ولكن الميناء المحسـّن فشلت في استقطاب التجار. حصـّنتها السلطات السويدية، بعد بدء روسيا في فرض نفسها في بحر البلطيق مع تأسيس سانت بطرسبرغ ببناءها قلعة فيابوري (سوومنلينا حالياً) لحماية المدينة من الهجمات الروسية. بدأت التحصينات سنة 1748.
عندما انتقلت السيادة على فنلندا من السويد إلى روسيا سنة 1809، قررت الحكومة الروسية نقل العاصمة الفنلندية من توركو - على حافة بحر البلطيق - إلى هلسنكي. كان يـُعتقد أن النقص النسبي في النفوذ السويدي في هلسنكي بإضافة إلى القرب من سانت بطرسبورغ، من شأنه يـُسهل السيطرة على مقر الحكومة الفنلندية هناك. كما أن قلعة فيابوري جعلت المكان أقل عرضة للهجوم من الخارج. أعادت السلطات الروسية بناء المدينة، لتحويلها إلى عاصمة عصرية حديثة على غرار سان بطرسبرغ.
خلال القرن التاسع عشر، أصبحت هلسنكي المركز الاقتصادي والثقافي لفنلندا. ابتداء من أواخر القرن التاسع عشر، أخذت اللغة الفنلندية تهيمن أكثر وأكثر في المدينة، لأن الناس قدموا إليها من الريف الذي يحدث الفنلندية في الأغلب.
في بداية القرن العشرين، بات المدينة ذات الأغلبية الناطقة باللغة الفنلندية، رغم وجود أقلية كبيرة ناطقة بالسويدية. في الوقت الحاضر الناطقون بالسويدية هم أقلية صغيرة. ازداد عدد سكان المدينة بسرعة بعد نقل العاصمة إليها، كما يتضح من الجدول التالي.

## سكان هلسنكي تاريخياً
1810: 4,070 ساكن
1830: 11,100
1850: 20,700
1880: 43,300
1900: 93,600
1925: 209,800
1960: 425,000
2001: 559,718